# Victor Ballot
Marie Paul Victor Ballot (Fort-de-France, 11 oktober 1853 – Parijs, 17 maart 1939) was een Frans militair en koloniaal ambtenaar.

## Biografie
Hij werd geboren op Martinique waar zijn vader als arts diende bij de Franse marine. In 1858 verhuisde de familie naar Rochefort. Ballot ging in 1872 in dienst als vrijwilliger bij het derde regiment infanterie bij de marine. Hij behaalde daar de rang van sergeant-majoor en verliet het leger in 1877 na vijf jaar dienst. Hij was enkele jaren ambtenaar in Frankrijk maar in 1880 koos hij voor een positie in het koloniale bestuur.
In 1880 werd hij benoemd tot commandant in Senegal. Vanaf 1887 diende hij aan de Golf van Benin. Hij bereidde de vestiging van een Franse kolonie in Dahomey voor en zag toe op de ontscheping van de manschappen en de militaire voorraden voor de campagne van kolonel Alfred Dodds tegen het koninkrijk Dahomey. Vervolgens was hij van 1894 tot 1900 de eerste gouverneur van Dahomey. Hij breidde de invloedssfeer van Frankrijk uit richting het noorden. Wegens zijn verslechterende gezondheidstoestand vroeg hij om een nieuwe post. In 1904 werd hij gouverneur van Guadeloupe. In Cotonou werd hij vervangen door Victor Liotard. In 1909 ging hij met pensioen. Hij overleed in Parijs en werd begraven in Cognac.

## Onderscheidingen
- grootofficier in het Legioen van Eer (1932)

## Trivia
- Een schoolcomplex in Porto-Novo droeg zijn naam. Op 31 juli 1961 - aan de vooravond van de onafhankelijkheidsviering van Dahomey - werd de naam op initiatief van president Hubert Maga gewijzigd in Lycée Béhanzin, naar koning Béhanzin (1845-1906).[2]

- Bibliothèque nationale de France: cb12902928b (data)
- International Standard Name Identifier: 0000 0000 0653 4602
- Base Léonore: LH//99/78
- Virtual International Authority File: 2601190